# Европско првенство у ватерполу 1970.
Еропско првенство у ватерполу 1970. било је 12. издање овог такмичења и одржало се у Барселони у Шпанији од 4. до 12. септембра 1970. године. Првенство се играло у две фазе. У првој фази 15 репрезентација је било распоређено у 3 групе по 5 екипа. Последњепласиране из сваке од група су првенство наставиле у разигравању од 13. до 15. места. Репрезентације које су завршиле на позицијама 3. и 4. разигравале су за пласман од 7. до 12. места, док су две првопласиране репрезентација такмичење наставиле у борби за медаље и пласман од 1. дп 6. места. 
Без иједног пораза, по други пут у историји, титулу је освојила репрезентација Совјетског Савеза. 

## Групна фаза

### Група А
| 4. септембар 19:00 | Холандија                                    | 10 : 1  | Француска   | Базен Сан Хорхе де Барселона, Барселона Судије: Фукс |
| 4. септембар 19:00 | Резултати по четвртинама: 1:1, 3:0, 4:0, 2:0 |         |             | Базен Сан Хорхе де Барселона, Барселона Судије: Фукс |
| 4. септембар 19:00 | Вуда 4                                       | Стрелци | Сампјетро 1 | Базен Сан Хорхе де Барселона, Барселона Судије: Фукс |

| 4. септембар 20:00 | Мађарска                                     | 15 : 1  | Аустрија | Базен Сан Хорхе де Барселона, Барселона Судије: Брокман |
| 4. септембар 20:00 | Резултати по четвртинама: 4:0, 4:1, 4:0, 3:0 |         |          | Базен Сан Хорхе де Барселона, Барселона Судије: Брокман |
| 4. септембар 20:00 | Сароси 6                                     | Стрелци | Кели 1   | Базен Сан Хорхе де Барселона, Барселона Судије: Брокман |

| 5. септембар 11:00 | Мађарска                                     | 16 : 0  | Француска | Базен Сан Хорхе де Барселона, Барселона Судије: Ангерхаусен |
| 5. септембар 11:00 | Резултати по четвртинама: 2:0, 3:0, 7:0, 4:0 |         |           | Базен Сан Хорхе де Барселона, Барселона Судије: Ангерхаусен |
| 5. септембар 11:00 | Сивош 5                                      | Стрелци |           | Базен Сан Хорхе де Барселона, Барселона Судије: Ангерхаусен |

| 5. септембар 12:00 | Грчка                                        | 5 : 4   | Аустрија      | Базен Сан Хорхе де Барселона, Барселона Судије: Расмајдан |
| 5. септембар 12:00 | Резултати по четвртинама: 1:1, 2:1, 1:1, 1:1 |         |               | Базен Сан Хорхе де Барселона, Барселона Судије: Расмајдан |
| 5. септембар 12:00 | Дамаскос 2                                   | Стрелци | 4 играча по 1 | Базен Сан Хорхе де Барселона, Барселона Судије: Расмајдан |

| 6. септембар 10:00 | Мађарска                                     | 11 : 0  | Грчка | Базен Сан Хорхе де Барселона, Барселона Судије: Фалк |
| 6. септембар 10:00 | Резултати по четвртинама: 2:0, 3:0, 3:0, 3:0 |         |       | Базен Сан Хорхе де Барселона, Барселона Судије: Фалк |
| 6. септембар 10:00 | К. Ференц 5                                  | Стрелци |       | Базен Сан Хорхе де Барселона, Барселона Судије: Фалк |

| 6. септембар 23:00 | Холандија                                    | 13 : 0  | Аустрија | Базен Сан Хорхе де Барселона, Барселона Судије: Маркулеску |
| 6. септембар 23:00 | Резултати по четвртинама: 3:0, 3:0, 4:0, 3:0 |         |          | Базен Сан Хорхе де Барселона, Барселона Судије: Маркулеску |
| 6. септембар 23:00 | Хермсен 5                                    | Стрелци |          | Базен Сан Хорхе де Барселона, Барселона Судије: Маркулеску |

| 7. септембар 11:00 | Холандија                                    | 7 : 3   | Грчка    | Базен Сан Хорхе де Барселона, Барселона Судије: Бувон |
| 7. септембар 11:00 | Резултати по четвртинама: 2:0, 1:1, 0:0, 4:2 |         |          | Базен Сан Хорхе де Барселона, Барселона Судије: Бувон |
| 7. септембар 11:00 | Хугвелд 5                                    | Стрелци | Палиос 2 | Базен Сан Хорхе де Барселона, Барселона Судије: Бувон |

| 7. септембар 23:00 | Француска                                    | 5 : 3   | Аустрија      | Базен Сан Хорхе де Барселона, Барселона Судије: парино |
| 7. септембар 23:00 | Резултати по четвртинама: 3:1, 0:0, 1:1, 1:1 |         |               | Базен Сан Хорхе де Барселона, Барселона Судије: парино |
| 7. септембар 23:00 | Бусин 3                                      | Стрелци | 3 играча по 1 | Базен Сан Хорхе де Барселона, Барселона Судије: парино |

| 8. септембар 11:00 | Грчка                                        | 6 : 6   | Француска          | Базен Сан Хорхе де Барселона, Барселона Судије: Фукс |
| 8. септембар 11:00 | Резултати по четвртинама: 1:1, 2:3, 2:2, 1:0 |         |                    | Базен Сан Хорхе де Барселона, Барселона Судије: Фукс |
| 8. септембар 11:00 | 6 играча по 1                                | Стрелци | Флуре, Сампјетро 2 | Базен Сан Хорхе де Барселона, Барселона Судије: Фукс |

| 6. септембар 20:00 | Мађарска                                     | 8 : 4   | Холандија | Базен Сан Хорхе де Барселона, Барселона Судије: Расмајдан |
| 6. септембар 20:00 | Резултати по четвртинама: 4:0, 2:0, 0:1, 2:3 |         |           | Базен Сан Хорхе де Барселона, Барселона Судије: Расмајдан |
| 6. септембар 20:00 | Сивош 3                                      | Стрелци | Брас 2    | Базен Сан Хорхе де Барселона, Барселона Судије: Расмајдан |

| Поз. | Репрезентација | О | Д | Н | И | ДГ | ПГ | Разл. | Бод. |
| ---- | -------------- | - | - | - | - | -- | -- | ----- | ---- |
| 1.   | Мађарска       | 4 | 4 | 0 | 0 | 50 | 5  | +45   | 8    |
| 2.   | Холандија      | 4 | 3 | 0 | 1 | 34 | 12 | +22   | 6    |
| 3.   | Грчка          | 4 | 2 | 0 | 2 | 14 | 28 | -14   | 3    |
| 4.   | Француска      | 4 | 1 | 0 | 3 | 12 | 35 | -23   | 3    |
| 5.   | Аустрија       | 4 | 0 | 0 | 4 | 8  | 38 | -30   | 0    |

### Група Б
| 4. септембар 11:00 | Совјетски Савез                              | 4 : 3   | Румунија      | Базен Сан Хорхе де Барселона, Барселона Судије: Ди Ђенаро |
| 4. септембар 11:00 | Резултати по четвртинама: 2:0, 1:1, 0:2, 1:0 |         |               | Базен Сан Хорхе де Барселона, Барселона Судије: Ди Ђенаро |
| 4. септембар 11:00 | 4 играча по 1                                | Стрелци | 3 играча по 1 | Базен Сан Хорхе де Барселона, Барселона Судије: Ди Ђенаро |

| 4. септембар 12:00 | Шпанија                                      | 10 : 2  | Белгија       | Базен Сан Хорхе де Барселона, Барселона Судије: Кнежевић |
| 4. септембар 12:00 | Резултати по четвртинама: 2:0, 4:0, 1:0, 3:2 |         |               | Базен Сан Хорхе де Барселона, Барселона Судије: Кнежевић |
| 4. септембар 12:00 | 4 играча по 2                                | Стрелци | Д'Остерлинк 2 | Базен Сан Хорхе де Барселона, Барселона Судије: Кнежевић |

| 5. септембар 19:00 | Финска                                       | 3 : 12  | Румунија      | Базен Сан Хорхе де Барселона, Барселона Судије: Саламон |
| 5. септембар 19:00 | Резултати по четвртинама: 1:2, 0:5, 1:4, 1:1 |         |               | Базен Сан Хорхе де Барселона, Барселона Судије: Саламон |
| 5. септембар 19:00 | Хирвонен 2                                   | Стрелци | 4 играча по 2 | Базен Сан Хорхе де Барселона, Барселона Судије: Саламон |

| 5. септембар 20:00 | Шпанија                                      | 3 : 8   | Совјетски Савез        | Базен Сан Хорхе де Барселона, Барселона Судије: Парино |
| 5. септембар 20:00 | Резултати по четвртинама: 1:2, 0:2, 1:2, 1:2 |         |                        | Базен Сан Хорхе де Барселона, Барселона Судије: Парино |
| 5. септембар 20:00 | Хане 2                                       | Стрелци | Силдовскиј, Баркалов 3 | Базен Сан Хорхе де Барселона, Барселона Судије: Парино |

| 6. септембар 20:00 | Финска                                       | 0 : 12  | Совјетски Савез        | Базен Сан Хорхе де Барселона, Барселона Судије: Шнајдер |
| 6. септембар 20:00 | Резултати по четвртинама: 0:2, 0:3, 0:4, 0:3 |         |                        | Базен Сан Хорхе де Барселона, Барселона Судије: Шнајдер |
| 6. септембар 20:00 |                                              | Стрелци | Долгушин, Силдовскиј 3 | Базен Сан Хорхе де Барселона, Барселона Судије: Шнајдер |

| 6. септембар 22:00 | Белгија                                      | 2 : 11  | Румунија | Базен Сан Хорхе де Барселона, Барселона Судије: Ангела |
| 6. септембар 22:00 | Резултати по четвртинама: 0:3, 1:3, 1:3, 0:2 |         |          | Базен Сан Хорхе де Барселона, Барселона Судије: Ангела |
| 6. септембар 22:00 | Симонс 2                                     | Стрелци | Блајец 4 | Базен Сан Хорхе де Барселона, Барселона Судије: Ангела |

| 7. септембар 19:00 | Совјетски Савез                              | 12 : 1  | Белгија   | Базен Сан Хорхе де Барселона, Барселона Судије: Саломон |
| 7. септембар 19:00 | Резултати по четвртинама: 3:0, 3:1, 5:0, 1:0 |         |           | Базен Сан Хорхе де Барселона, Барселона Судије: Саломон |
| 7. септембар 19:00 | Осипов 5                                     | Стрелци | Кофрије 1 | Базен Сан Хорхе де Барселона, Барселона Судије: Саломон |

| 7. септембар 20:00 | Шпанија | 10 : 1  | Финска     | Базен Сан Хорхе де Барселона, Барселона Судије: Брокман |
| 7. септембар 20:00 | Хане 5  | Стрелци | Ингстром 1 | Базен Сан Хорхе де Барселона, Барселона Судије: Брокман |

| 8. септембар 22:00 | Белгија                                      | 10 : 7  | Финска | Базен Сан Хорхе де Барселона, Барселона Судије: Дирнвебер |
| 8. септембар 22:00 | Резултати по четвртинама: 1:3, 2:3, 4:0, 3:2 |         |        | Базен Сан Хорхе де Барселона, Барселона Судије: Дирнвебер |
| 8. септембар 22:00 | Симонс 5                                     | Стрелци | Фри 3  | Базен Сан Хорхе де Барселона, Барселона Судије: Дирнвебер |

| 8. септембар 23:00 | Румунија                                     | 4 : 3   | Шпанија | Базен Сан Хорхе де Барселона, Барселона Судије: Шнајдер |
| 8. септембар 23:00 | Резултати по четвртинама: 2:1, 1:0, 0:1, 1:1 |         |         | Базен Сан Хорхе де Барселона, Барселона Судије: Шнајдер |
| 8. септембар 23:00 | Замфиреску 2                                 | Стрелци | Хане 2  | Базен Сан Хорхе де Барселона, Барселона Судије: Шнајдер |

| Поз. | Репрезентација  | О | Д | Н | И | ДГ | ПГ | Разл. | Бод. |
| ---- | --------------- | - | - | - | - | -- | -- | ----- | ---- |
| 1.   | Совјетски Савез | 4 | 4 | 0 | 0 | 36 | 7  | +29   | 8    |
| 2.   | Румунија        | 4 | 3 | 0 | 1 | 30 | 12 | +18   | 6    |
| 3.   | Шпанија         | 4 | 2 | 0 | 2 | 26 | 15 | +11   | 4    |
| 4.   | Белгија         | 4 | 1 | 0 | 3 | 15 | 40 | -25   | 2    |
| 5.   | Финска          | 4 | 0 | 0 | 4 | 11 | 44 | -33   | 0    |

### Група Ц
| 4. септембар 09:00 | Шведска                                      | 12 : 1  | Република Ирска | Базен Сан Хорхе де Барселона, Барселона Судије: Гус |
| 4. септембар 09:00 | Резултати по четвртинама: 1:1, 4:0, 3:0, 4:0 |         |                 | Базен Сан Хорхе де Барселона, Барселона Судије: Гус |
| 4. септембар 09:00 | Фјерштад 3                                   | Стрелци | Хурсон 1        | Базен Сан Хорхе де Барселона, Барселона Судије: Гус |

| 4. септембар 10:00 | Југославија                                  | 5 : 3   | Западна Немачка | Базен Сан Хорхе де Барселона, Барселона Судије: Драган |
| 4. септембар 10:00 | Резултати по четвртинама: 1:0, 1:1, 2:1, 1:1 |         |                 | Базен Сан Хорхе де Барселона, Барселона Судије: Драган |
| 4. септембар 10:00 | Јанковић 3                                   | Стрелци | 3 играча по 1   | Базен Сан Хорхе де Барселона, Барселона Судије: Драган |

| 5. септембар 09:00 | Немачка                                      | 4 : 2   | Шведска              | Базен Сан Хорхе де Барселона, Барселона Судије: Простјаков |
| 5. септембар 09:00 | Резултати по четвртинама: 1:0, 0:0, 3:1, 0:1 |         |                      | Базен Сан Хорхе де Барселона, Барселона Судије: Простјаков |
| 5. септембар 09:00 | 4 играча по 1                                | Стрелци | Сјестранд, Свенсон 1 | Базен Сан Хорхе де Барселона, Барселона Судије: Простјаков |

| 5. септембар 10:00 | Југославија                                  | 4 : 3   | Италија       | Базен Сан Хорхе де Барселона, Барселона Судије: Мангулот |
| 5. септембар 10:00 | Резултати по четвртинама: 0:0, 2:1, 1:1, 1:1 |         |               | Базен Сан Хорхе де Барселона, Барселона Судије: Мангулот |
| 5. септембар 10:00 | 4 играча по 1                                | Стрелци | 3 играча по 1 | Базен Сан Хорхе де Барселона, Барселона Судије: Мангулот |

| 6. септембар 11:00 | Италија                                      | 6 : 4   | Западна Немачка | Базен Сан Хорхе де Барселона, Барселона Судије: Дирнвебер |
| 6. септембар 11:00 | Резултати по четвртинама: 0:0, 2:2, 1:0, 3:2 |         |                 | Базен Сан Хорхе де Барселона, Барселона Судије: Дирнвебер |
| 6. септембар 11:00 | Формићони 3                                  | Стрелци | 4 играча по 1   | Базен Сан Хорхе де Барселона, Барселона Судије: Дирнвебер |

| 6. септембар 12:00 | Југославија                                  | 15 : 2  | Република Ирска | Базен Сан Хорхе де Барселона, Барселона Судије: де Гамисане |
| 6. септембар 12:00 | Резултати по четвртинама: 3:0, 4:0, 5:1, 3:1 |         |                 | Базен Сан Хорхе де Барселона, Барселона Судије: де Гамисане |
| 6. септембар 12:00 | 3 играча по 3                                | Стрелци | 2 играча по 1   | Базен Сан Хорхе де Барселона, Барселона Судије: де Гамисане |

| 7. септембар 20:00 | Италија                                      | 8 : 4   | Шведска    | Базен Сан Хорхе де Барселона, Барселона Судије: Ангел1 |
| 7. септембар 20:00 | Резултати по четвртинама: 2:1, 3:0, 1:0, 2:3 |         |            | Базен Сан Хорхе де Барселона, Барселона Судије: Ангел1 |
| 7. септембар 20:00 | Пизо 3                                       | Стрелци | Фјерштад 2 | Базен Сан Хорхе де Барселона, Барселона Судије: Ангел1 |

| 7. септембар 22:00 | Западна Немачка                              | 8 : 2   | Република Ирска | Базен Сан Хорхе де Барселона, Барселона Судије: Гамисанс |
| 7. септембар 22:00 | Резултати по четвртинама: 2:1, 2:0, 2:0, 2:1 |         |                 | Базен Сан Хорхе де Барселона, Барселона Судије: Гамисанс |
| 7. септембар 22:00 | Тајхер 4                                     | Стрелци | 2 играча по 1   | Базен Сан Хорхе де Барселона, Барселона Судије: Гамисанс |

| 8. септембар 19:00 | Италија                                      | 11 : 4  | Република Ирска | Базен Сан Хорхе де Барселона, Барселона Судије: Ангерхаусен |
| 8. септембар 19:00 | Резултати по четвртинама: 1:0, 3:1, 5:1, 2:2 |         |                 | Базен Сан Хорхе де Барселона, Барселона Судије: Ангерхаусен |
| 8. септембар 19:00 | Формикони 5                                  | Стрелци | Армстронг 2     | Базен Сан Хорхе де Барселона, Барселона Судије: Ангерхаусен |

| 8. септембар 20:00 | Југославија                                  | 4 : 2   | Шведска   | Базен Сан Хорхе де Барселона, Барселона Судије: Драган |
| 8. септембар 20:00 | Резултати по четвртинама: 2:0, 0:1, 1:0, 1:1 |         |           | Базен Сан Хорхе де Барселона, Барселона Судије: Драган |
| 8. септембар 20:00 | Јанковић, Лопатни 2                          | Стрелци | Свенсон 1 | Базен Сан Хорхе де Барселона, Барселона Судије: Драган |

| Поз. | Репрезентација  | О | Д | Н | И | ДГ | ПГ | Разл. | Бод. |
| ---- | --------------- | - | - | - | - | -- | -- | ----- | ---- |
| 1.   | Југославија     | 4 | 4 | 0 | 0 | 28 | 10 | +18   | 8    |
| 2.   | Италија         | 4 | 3 | 0 | 1 | 28 | 16 | +12   | 6    |
| 3.   | Немачка         | 4 | 2 | 0 | 2 | 19 | 15 | +4    | 4    |
| 4.   | Шведска         | 4 | 1 | 0 | 3 | 20 | 17 | +3    | 2    |
| 5.   | Република Ирска | 4 | 0 | 0 | 4 | 9  | 46 | -37   | 0    |

## Финална фаза

### Пласман од 13. до 15. места
| 9. септембар | Финска                                       | 4 : 3   | Аустрија | Базен Сан Хорхе де Барселона, Барселона Судије: Простјаков |
| 9. септембар | Резултати по четвртинама: 1:1, 0:1, 1:0, 2:1 |         |          | Базен Сан Хорхе де Барселона, Барселона Судије: Простјаков |
| 9. септембар | Фри 2                                        | Стрелци | Тандл 2  | Базен Сан Хорхе де Барселона, Барселона Судије: Простјаков |

| 10. септембар 09:00 | Аустрија                                     | 5 : 4   | Република Ирска | Базен Сан Хорхе де Барселона, Барселона Судије: Ивковић |
| 10. септембар 09:00 | Резултати по четвртинама: 2:1, 1:0, 1:1, 1:2 |         |                 | Базен Сан Хорхе де Барселона, Барселона Судије: Ивковић |
| 10. септембар 09:00 | Тандл 2                                      | Стрелци | Харсон 4        | Базен Сан Хорхе де Барселона, Барселона Судије: Ивковић |

| 11. септембар | Финска                                       | 4 : 4   | Република Ирска | Базен Сан Хорхе де Барселона, Барселона Судије: Геуртсен |
| 11. септембар | Резултати по четвртинама: 1:1, 1:0, 0:1, 2:2 |         |                 | Базен Сан Хорхе де Барселона, Барселона Судије: Геуртсен |
| 11. септембар | Фир 4                                        | Стрелци | Харсон 3        | Базен Сан Хорхе де Барселона, Барселона Судије: Геуртсен |

| Поз. | Репрезентација  | О | Д | Н | И | ДГ | ПГ | Разл. | Бод. |
| ---- | --------------- | - | - | - | - | -- | -- | ----- | ---- |
| 13.  | Финска          | 2 | 1 | 1 | 0 | 8  | 7  | +1    | 3    |
| 14.  | Аустрија        | 2 | 1 | 0 | 1 | 8  | 8  | +0    | 2    |
| 15.  | Република Ирска | 2 | 0 | 1 | 1 | 8  | 9  | +1    | 1    |

### Пласман од 7. до 12. места
| 9. септембар | Шведска                                      | 5 : 2   | Грчка                 | Базен Сан Хорхе де Барселона, Барселона Судије: Гуертсен |
| 9. септембар | Резултати по четвртинама: 1:1, 2:1, 1:0, 1:0 |         |                       | Базен Сан Хорхе де Барселона, Барселона Судије: Гуертсен |
| 9. септембар | Свенсон, Фјерштад 2                          | Стрелци | Палиос, Поликонопулос | Базен Сан Хорхе де Барселона, Барселона Судије: Гуертсен |

| 9. септембар | Шпанија                                      | 3 : 1   | Француска   | Базен Сан Хорхе де Барселона, Барселона Судије: Гусе |
| 9. септембар | Резултати по четвртинама: 1:0, 1:0, 1:0, 0:1 |         |             | Базен Сан Хорхе де Барселона, Барселона Судије: Гусе |
| 9. септембар | 3 играча по 1                                | Стрелци | Сампјетро 1 | Базен Сан Хорхе де Барселона, Барселона Судије: Гусе |

| 9. септембар | Немачка                                      | 10 : 1  | Белгија   | Базен Сан Хорхе де Барселона, Барселона Судије: Маркулеску |
| 9. септембар | Резултати по четвртинама: 1:0, 3:1, 3:0, 3:0 |         |           | Базен Сан Хорхе де Барселона, Барселона Судије: Маркулеску |
| 9. септембар | Носек 3                                      | Стрелци | Кофрије 1 | Базен Сан Хорхе де Барселона, Барселона Судије: Маркулеску |

| 10. септембар 10:00 | Шпанија                                      | 3 : 5   | Немачка | Базен Сан Хорхе де Барселона, Барселона Судије: Кнежевић |
| 10. септембар 10:00 | Резултати по четвртинама: 0:1, 2:1, 0:3, 1:0 |         |         | Базен Сан Хорхе де Барселона, Барселона Судије: Кнежевић |
| 10. септембар 10:00 | 3 играча по 1                                | Стрелци | Носак 2 | Базен Сан Хорхе де Барселона, Барселона Судије: Кнежевић |

| 10. септембар 11:00 | Грчка                                        | 5 : 3   | Белгија       | Базен Сан Хорхе де Барселона, Барселона Судије: Ди Ђенаро |
| 10. септембар 11:00 | Резултати по четвртинама: 1:2, 2:0, 1:1, 1:0 |         |               | Базен Сан Хорхе де Барселона, Барселона Судије: Ди Ђенаро |
| 10. септембар 11:00 | Палос 2                                      | Стрелци | Д`Остерлинк 3 | Базен Сан Хорхе де Барселона, Барселона Судије: Ди Ђенаро |

| 10. септембар 12:00 | Шведска                                      | 4 : 3   | Француска   | Базен Сан Хорхе де Барселона, Барселона Судије: Саламон |
| 10. септембар 12:00 | Резултати по четвртинама: 0:0, 1:1, 1:1, 2:1 |         |             | Базен Сан Хорхе де Барселона, Барселона Судије: Саламон |
| 10. септембар 12:00 | Ингелсон 2                                   | Стрелци | Сампјетро 3 | Базен Сан Хорхе де Барселона, Барселона Судије: Саламон |

| 11. септембар | Шпанија                                      | 4 : 3   | Шведска       | Базен Сан Хорхе де Барселона, Барселона Судије: Гус |
| 11. септембар | Резултати по четвртинама: 1:0, 0:0, 1:1, 2:2 |         |               | Базен Сан Хорхе де Барселона, Барселона Судије: Гус |
| 11. септембар | 4 играча по 1                                | Стрелци | 3 играча по 1 | Базен Сан Хорхе де Барселона, Барселона Судије: Гус |

| 11. септембар | Француска                                    | 2 : 2   | Белгија         | Базен Сан Хорхе де Барселона, Барселона Судије: Ивковић |
| 11. септембар | Резултати по четвртинама: 0:0, 1:0, 1:1, 0:1 |         |                 | Базен Сан Хорхе де Барселона, Барселона Судије: Ивковић |
| 11. септембар | Деуси, Кани 1                                | Стрелци | Дурпе, де Вис 1 | Базен Сан Хорхе де Барселона, Барселона Судије: Ивковић |

| 11. септембар | Немачка                                      | 9 : 4   | Грчка         | Базен Сан Хорхе де Барселона, Барселона Судије: Маркулеску |
| 11. септембар | Резултати по четвртинама: 3:0, 2:1, 1:2, 3:1 |         |               | Базен Сан Хорхе де Барселона, Барселона Судије: Маркулеску |
| 11. септембар | 4 играча по 2                                | Стрелци | 4 играча по 1 | Базен Сан Хорхе де Барселона, Барселона Судије: Маркулеску |

| 12. септембар 10:00 | Немачка                                      | 10 : 0  | Француска | Базен Сан Хорхе де Барселона, Барселона Судије: Кнежевић |
| 12. септембар 10:00 | Резултати по четвртинама: 4:0, 3:0, 1:0, 2:0 |         |           | Базен Сан Хорхе де Барселона, Барселона Судије: Кнежевић |
| 12. септембар 10:00 | Тајхер 4                                     | Стрелци |           | Базен Сан Хорхе де Барселона, Барселона Судије: Кнежевић |

| 12. септембар 11:00 | Шведска                                      | 9 : 6   | Белгија  | Базен Сан Хорхе де Барселона, Барселона Судије: Простјаков |
| 12. септембар 11:00 | Резултати по четвртинама: 2:3, 0:0, 3:1, 4:2 |         |          | Базен Сан Хорхе де Барселона, Барселона Судије: Простјаков |
| 12. септембар 11:00 | Фјерштад 4                                   | Стрелци | Андрис 2 | Базен Сан Хорхе де Барселона, Барселона Судије: Простјаков |

| 12. септембар 12:00 | Шпанија                                      | 7 : 2   | Грчка      | Базен Сан Хорхе де Барселона, Барселона Судије: Расмајдан |
| 12. септембар 12:00 | Резултати по четвртинама: 2:1, 2:0, 1:1, 2:0 |         |            | Базен Сан Хорхе де Барселона, Барселона Судије: Расмајдан |
| 12. септембар 12:00 | Хане 5                                       | Стрелци | Дамаскос 2 | Базен Сан Хорхе де Барселона, Барселона Судије: Расмајдан |

| Поз. | Репрезентација | О | Д | Н | И | ДГ | ПГ | Разл. | Бод. |
| ---- | -------------- | - | - | - | - | -- | -- | ----- | ---- |
| 7.   | Немачка        | 5 | 5 | 0 | 0 | 38 | 8  | +30   | 10   |
| 8.   | Шпанија        | 5 | 4 | 0 | 1 | 27 | 13 | +14   | 8    |
| 9.   | Шведска        | 5 | 3 | 0 | 2 | 23 | 19 | +4    | 6    |
| 10.  | Грчка          | 5 | 1 | 1 | 3 | 17 | 30 | -13   | 3    |
| 11.  | Француска      | 5 | 1 | 0 | 4 | 12 | 25 | -13   | 2    |
| 12.  | Белгија        | 5 | 0 | 1 | 4 | 14 | 36 | -22   | 1    |

### Пласман од 1. до 6. места
| 9. септембар | Мађарска                                     | 8 : 5   | Италија | Базен Сан Хорхе де Барселона, Барселона Судије: Дирнвебер |
| 9. септембар | Резултати по четвртинама: 2:1, 3:1, 1:2, 2:1 |         |         | Базен Сан Хорхе де Барселона, Барселона Судије: Дирнвебер |
| 9. септембар | К. Ференц 3                                  | Стрелци |         | Базен Сан Хорхе де Барселона, Барселона Судије: Дирнвебер |

| 9. септембар | Совјетски Савез                              | 7 : 5   | Холандија | Базен Сан Хорхе де Барселона, Барселона Судије: Шнајдер |
| 9. септембар | Резултати по четвртинама: 3:1, 1:2, 2:1, 1:1 |         |           | Базен Сан Хорхе де Барселона, Барселона Судије: Шнајдер |
| 9. септембар | Скок 2                                       | Стрелци | Брас 3    | Базен Сан Хорхе де Барселона, Барселона Судије: Шнајдер |

| 9. септембар | Југославија                                  | 5 : 3   | Румунија      | Базен Сан Хорхе де Барселона, Барселона Судије: Фукс |
| 9. септембар | Резултати по четвртинама: 0:1, 4:0, 1:2, 0:0 |         |               | Базен Сан Хорхе де Барселона, Барселона Судије: Фукс |
| 9. септембар | Беламарић 2                                  | Стрелци | 3 играча по 1 | Базен Сан Хорхе де Барселона, Барселона Судије: Фукс |

| 10. септембар | Југославија                                  | 1 : 4   | Совјетски Савез | Базен Сан Хорхе де Барселона, Барселона Судије: Ангела |
| 10. септембар | Резултати по четвртинама: 0:1, 1:1, 0:1, 0:1 |         |                 | Базен Сан Хорхе де Барселона, Барселона Судије: Ангела |
| 10. септембар | Лопатни 1                                    | Стрелци | Баркалов 2      | Базен Сан Хорхе де Барселона, Барселона Судије: Ангела |

| 10. септембар | Мађарска                                     | 9 : 4   | Румунија      | Базен Сан Хорхе де Барселона, Барселона Судије: Мангиљо |
| 10. септембар | Резултати по четвртинама: 1:0, 2:1, 3:1, 3:2 |         |               | Базен Сан Хорхе де Барселона, Барселона Судије: Мангиљо |
| 10. септембар | Сароси, Фараго 2                             | Стрелци | 4 играча по 1 | Базен Сан Хорхе де Барселона, Барселона Судије: Мангиљо |

| 10. септембар | Италија                                      | 6 : 4   | Холандија     | Базен Сан Хорхе де Барселона, Барселона Судије: Брокман |
| 10. септембар | Резултати по четвртинама: 2:1, 2:1, 1:2, 1:0 |         |               | Базен Сан Хорхе де Барселона, Барселона Судије: Брокман |
| 10. септембар | Де Магистрис 3                               | Стрелци | 4 играча по 1 | Базен Сан Хорхе де Барселона, Барселона Судије: Брокман |

| 11. септембар | Совјетски Савез                              | 8 : 3   | Италија       | Базен Сан Хорхе де Барселона, Барселона Судије: Ангелиа |
| 11. септембар | Резултати по четвртинама: 2:1, 3:2, 1:0, 2:0 |         |               | Базен Сан Хорхе де Барселона, Барселона Судије: Ангелиа |
| 11. септембар | 3 играча по 2                                | Стрелци | 3 играча по 1 | Базен Сан Хорхе де Барселона, Барселона Судије: Ангелиа |

| 11. септембар | Холандија                                    | 6 : 5   | Румунија      | Базен Сан Хорхе де Барселона, Барселона Судије: Бувонс |
| 11. септембар | Резултати по четвртинама: 1:1, 2:0, 2:2, 1:2 |         |               | Базен Сан Хорхе де Барселона, Барселона Судије: Бувонс |
| 11. септембар | Хугвелд 5                                    | Стрелци | 5 играча по 1 | Базен Сан Хорхе де Барселона, Барселона Судије: Бувонс |

| 11. септембар | Мађарска                                     | 7 : 4   | Југославија | Базен Сан Хорхе де Барселона, Барселона Судије: Мангиљо |
| 11. септембар | Резултати по четвртинама: 2:1, 1:0, 2:0, 2:3 |         |             | Базен Сан Хорхе де Барселона, Барселона Судије: Мангиљо |
| 11. септембар | К. Ференц 3                                  | Стрелци | Боначић 2   | Базен Сан Хорхе де Барселона, Барселона Судије: Мангиљо |

| 12. септембар | Југославија                                  | 3 : 2   | Холандија     | Базен Сан Хорхе де Барселона, Барселона Судије: Бувон |
| 12. септембар | Резултати по четвртинама: 1:0, 1:1, 1:0, 0:1 |         |               | Базен Сан Хорхе де Барселона, Барселона Судије: Бувон |
| 12. септембар | 3 играча по 1                                | Стрелци | 2 играча по 1 | Базен Сан Хорхе де Барселона, Барселона Судије: Бувон |

| 12. септембар | Италија                                      | 5 : 4   | Румунија     | Базен Сан Хорхе де Барселона, Барселона Судије: Фукс |
| 12. септембар | Резултати по четвртинама: 1:1, 0:1, 3:1, 1:1 |         |              | Базен Сан Хорхе де Барселона, Барселона Судије: Фукс |
| 12. септембар | Пизо 2                                       | Стрелци | Замфиреску 2 | Базен Сан Хорхе де Барселона, Барселона Судије: Фукс |

| 12. септембар | Совјетски Савез                              | 6 : 5   | Мађарска | Базен Сан Хорхе де Барселона, Барселона Судије: Дирнвебер |
| 12. септембар | Резултати по четвртинама: 1:1, 2:1, 2:2, 1:1 |         |          | Базен Сан Хорхе де Барселона, Барселона Судије: Дирнвебер |
| 12. септембар | Баркалов, Осипов 2                           | Стрелци | Боднар 3 | Базен Сан Хорхе де Барселона, Барселона Судије: Дирнвебер |

| Поз. | Репрезентација  | О | Д | Н | И | ДГ | ПГ | Разл. | Бод. |
| ---- | --------------- | - | - | - | - | -- | -- | ----- | ---- |
| 1.   | Совјетски Савез | 5 | 5 | 0 | 0 | 29 | 29 | +12   | 10   |
| 2.   | Мађарска        | 5 | 4 | 0 | 1 | 37 | 23 | +14   | 8    |
| 3.   | Југославија     | 5 | 3 | 0 | 2 | 17 | 19 | -2    | 6    |
| 5.   | Италија         | 5 | 2 | 0 | 3 | 22 | 28 | -6    | 4    |
| 5.   | Холандија       | 5 | 1 | 0 | 4 | 21 | 29 | -8    | 2    |
| 6.   | Румунија        | 5 | 0 | 0 | 5 | 19 | 29 | -10   | 0    |

| 2° место Мађарска | Победник 12. Европског првенства у ватерполу 1970. Совјетски Савез 2° титула | 3° место Југославија |

## Коначан пласман
| Позиција             | Репрезентација  | ОУ  | П  | Н | ПО | ГД  | ГП  | ГР  |
| -------------------- | --------------- | --- | -- | - | -- | --- | --- | --- |
| Пласман 1-6. места   |                 |     |    |   |    |     |     |     |
|                      | Совјетски Савез | 8   | 8  | 0 | 0  | 61  | 21  | +40 |
|                      | Мађарска        | 8   | 7  | 0 | 1  | 79  | 24  | +55 |
|                      | Југославија     | 8   | 6  | 0 | 2  | 41  | 26  | +15 |
| 4.                   | Италија         | 8   | 5  | 0 | 3  | 47  | 40  | +7  |
| 5.                   | Холандија       | 8   | 4  | 0 | 4  | 51  | 33  | +18 |
| 6.                   | Румунија        | 8   | 3  | 0 | 5  | 46  | 37  | +9  |
| Пласман 7-12. места  |                 |     |    |   |    |     |     |     |
| 7.                   | Западна Немачка | 8   | 6  | 0 | 2  | 53  | 23  | +30 |
| 8.                   | Шпанија         | 8   | 5  | 0 | 3  | 43  | 26  | +17 |
| 9.                   | Шведска         | 8   | 4  | 0 | 4  | 41  | 32  | +9  |
| 10.                  | Грчка           | 8   | 2  | 1 | 5  | 27  | 52  | -25 |
| 11.                  | Француска       | 8   | 1  | 2 | 5  | 18  | 54  | -36 |
| 12.                  | Белгија         | 8   | 1  | 1 | 6  | 27  | 66  | -39 |
| Пласман 13-15. места |                 |     |    |   |    |     |     |     |
| 13.                  | Финска          | 6   | 1  | 1 | 4  | 19  | 51  | -32 |
| 14.                  | Аустрија        | 6   | 1  | 0 | 5  | 16  | 46  | -30 |
| 15.                  | Република Ирска | 6   | 0  | 1 | 5  | 17  | 55  | -38 |
| .                    | Укупно          | 114 | 54 | 6 | 54 | 586 | 586 | 0   |